# Nazareno Casero
Nazareno Tomás Casero (Buenos Aires, 19 de junio de 1986) es un actor argentino. Es hijo del actor y comediante Alfredo Casero y hermano mayor de la actriz y cantante Minerva Casero. Fue ganador de dos premios Sur y dos premios Clarín por su trabajo en la película Crónica de una fuga (2006).

## Biografía
Es hijo de Claudia Galar y del actor cómico Alfredo Casero, con quien trabajó en Cha cha cha (1993, 1995-1997) donde interpretaba al joven Capusotto y en la película Todas las azafatas van al cielo (2002). Su primer papel protagónico fue en el largometraje Arizona sur (2006), y después ganó varios premios por su interpretación en la película Crónica de una fuga (2006). Es hincha del Club Comunicaciones del barrio porteño de Agronomía, el cual milita en la Primera B Metropolitana.

## Filmografía

### Cine
| Año  | Título                          | Papel               | Notas                       |
| ---- | ------------------------------- | ------------------- | --------------------------- |
| 1996 | Buenos Aires viceversa          | Bocha               |                             |
| 2022 | Todas las azafatas van al cielo | Conserje            |                             |
| 2004 | 18-j                            | Ciro                | Segmento: La comedia divina |
| 2006 | Crónica de una fuga             | Guillermo Fernández |                             |
| 2006 | Arizona sur                     | Remo                |                             |
| 2009 | Algún lugar en ninguna parte    | Chorro              |                             |
| 2009 | Los condenados                  | Pablo               |                             |
| 2009 | Los ángeles                     | Beto                |                             |
| 2009 | Solos hotel                     | Pablo               | Cortometraje                |
| 2010 | Aballay                         | Julián              |                             |
| 2011 | Estamos juntos                  | Juan                |                             |
| 2011 | Desmadre                        | Nazareno            |                             |
| 2017 | Hipersomnia                     | Nicolás             |                             |
| 2017 | El zen del chat                 | Bruno               | Cortometraje                |
| 2018 | Román                           | Lucas               |                             |
| 2024 | Reflejado                       | Alejo               |                             |

### Televisión
| Año             | Título                                    | Papel                     | Notas                          |
| --------------- | ----------------------------------------- | ------------------------- | ------------------------------ |
| 1993, 1995-1997 | Cha cha cha                               | Varios                    |                                |
| 2001            | Teleshow                                  | Notero                    |                                |
| 2001            | Culpables                                 | Tomi                      |                                |
| 2002            | Los simuladores                           | Matías Míguenz            | Episodio: «El joven simulador» |
| 2004            | Sprite TV                                 | Conductor                 |                                |
| 2005            | Paraíso rock                              | Alberto «Napo» Napolitano |                                |
| 2006-2007       | Doble venganza                            | Lucas Rosenthal           |                                |
| 2007            | El circo de las estrellas                 | Participante              | 9.no eliminado                 |
| 2007-2008       | Km a km                                   | Conductor                 |                                |
| 2008            | 9 mm, crímenes a la medida de la historia | Paco                      | Episodio: «Caso tacuara»       |
| 2010-2011       | Caja rodante                              | Conductor                 |                                |
| 2011            | Animanía                                  | Conductor                 |                                |
| 2011            | Los sónicos                               | Kloster                   |                                |
| 2012            | El donante                                | Cameo                     |                                |
| 2013            | Por ahora                                 | Hernán                    | Episodio: ¿Seré?               |
| 2013            | Los vecinos en guerra                     | Nicolás                   |                                |
| 2014            | Farsantes                                 | Maxi                      |                                |
| 2014            | Embarcados a Europa                       | Rómulo Canducci           |                                |
| 2014            | La celebración                            | Walter Flores             | Episodio: «La boda»            |
| 2014            | El legado                                 | Ernesto «Níquel» Atalaya  |                                |
| 2014            | Señores papis                             |                           |                                |
| 2015            | Historia de un clan                       | Daniel «Maguila» Puccio   |                                |
| 2016            | La peluquería de don Mateo                | Él mismo                  |                                |
| 2016            | Educando a Nina                           | Marco                     |                                |
| 2016            | Loco por vos                              | Alan                      | Episodio: «Sorpresa»           |
| 2017-2018       | Las Estrellas                             | Daniel Caccavella         |                                |
| 2021            | Maradona, sueño bendito                   | Diego Maradona (joven)    |                                |
| 2025            | Nieve roja                                | Martín                    |                                |

### Web
| Año  | Título    | Papel | Notas       |
| ---- | --------- | ----- | ----------- |
| 2024 | Impotente | Ángel | 3 episodios |

## Teatro
| Año        | Título                      | Papel    | Lugar                     |
| ---------- | --------------------------- | -------- | ------------------------- |
| 2003       | Solo para entendidos        |          | Teatro Concert            |
| 2003-2004  | Flanes de flores            |          | Teatro Variedades Concert |
| 2007-2008  | Cara de fuego               | Kart     | Ciudad Cultural Konex     |
| 2012, 2015 | Al palo                     | Nazareno | Dorian Teatro Bar         |
| 2014-2015  | El secreto de la vida       | Robert   | Teatro Metropolitan       |
| 2016       | El champán las pone mimosas | Modisto  | Teatro Premier            |
| 2017-2018  | La isla encantada           | Coco     | Teatro del Lago           |
| 2024       | Jardines salvajes           | Pablo    | Multiteatro               |

## Radio
| Año  | Título      | Papel   | Emisora    |
| ---- | ----------- | ------- | ---------- |
| 2011 | ESPN Report | Locutor | ESPN Radio |

## Premios y nominaciones
| Año  | Premiación                              | Categoría                         | Trabajo                 | Resultado | Ref(s) |
| ---- | --------------------------------------- | --------------------------------- | ----------------------- | --------- | ------ |
| 1998 | Premios Cóndor de Plata                 | Revelación masculina              | Buenos Aires viceversa  | Nominado  | [ 1 ]  |
| 2001 | Premios Martín Fierro                   | Mejor actuación infantil          | Culpables               | Nominado  | [ 2 ]  |
| 2006 | Premios Sur                             | Mejor actor de reparto            | Crónica de una fuga     | Ganador   | [ 3 ]  |
| 2006 | Premios Sur                             | Mejor actor revelación            | Crónica de una fuga     | Ganador   | [ 3 ]  |
| 2006 | Premios Clarín                          | Mejor actor de reparto            | Crónica de una fuga     | Ganador   | [ 4 ]  |
| 2006 | Premios Clarín                          | Mejor revelación masculina        | Crónica de una fuga     | Ganador   | [ 4 ]  |
| 2007 | Premios Cóndor de Plata                 | Mejor actor de reparto            | Crónica de una fuga     | Nominado  | [ 5 ]  |
| 2012 | Premios Fiesp/Sesi-SP del Cine Paulista | Mejor actor de reparto            | Estamos juntos          | Ganador   | [ 6 ]  |
| 2015 | Premios Tato                            | Mejor actor de reparto            | Historia de un clan     | Ganador   | [ 7 ]  |
| 2018 | Premios VOS                             | Mejor gran debut                  | La isla encantada       | Nominado  | [ 8 ]  |
| 2018 | Premios Carlos                          | Mejor actor de reparto            | La isla encantada       | Nominado  | [ 9 ]  |
| 2022 | Premios Cóndor de Plata                 | Mejor actor protagonista en drama | Maradona, sueño bendito | Nominado  | [ 10 ] |